# Valérie Allain
Valérie Allain (Saint-Raphaël, 3 aprile 1966) è un'attrice francese.

## Biografia
Iniziò la carriera nel 1985 recitando sia ruoli per il cinema che per la televisione, ritirandosi di propria scelta nel 2000.
Tra i suoi ruoli più importanti si ricorda quello di Marianna in L'avaro in cui recita al fianco di Alberto Sordi.

## Filmografia

### Cinema
- À nous les garçons, regia di Michel Lang (1985)
- Le Cowboy, regia di Georges Lautner (1985)

- Club de rencontres, regia di Michel Lang (1987)
- Aria, episodio Armide, regia di Jean-Luc Godard e altri (1987)
- Les nouveaux tricheurs, regia di Michael Schock (1987)
- Alouette, je te plumerai, regia di Pierre Zucca (1988)
- L'avaro, regia di Tonino Cervi (1990)

### Televisione
- Le Chevalier de Pardaillan - serie TV (1988)
- Un château au soleil - miniserie TV (1988)
- Duo, regia di Claude Santelli - film TV (1990)
- Un comédien dans un jeu de quilles - miniserie TV (1990)
- Fleur bleue - miniserie TV (1990)
- Puissance 4 - serie TV, episodio 1x01 (1992)
- Alexandra (Princesse Alexandra) - miniserie TV (1993)
- Morasseix!!!, regia di Damien Odoul - film TV (1993)
- Cassidi et Cassidi - miniserie TV (1997)
- Il commissario Moulin (Commissaire Moulin) - serie TV, episodio 5x08 (1998)
- Commissario Navarro (Navarro) - serie TV, episodio 9x03 (1998)
- Julie Lescaut - serie TV, episodio 9x04 (2000)
- Blague à part - serie TV, episodio 2x12 (2000)